# Джудиче, Мануэль
Мануэ́ль Джу́диче (исп. Manuel Ernesto Giúdice; 1918 — 27 июня 1983) — аргентинский футболист и тренер.

## Карьера
Джудиче в молодом возрасте выступал за молодёжные команды «Насьональ Хосе Мария Пас», «Хенераль Пас Хуниорс», «Тукумана» и «Сан-Лоренсо». В 1939 году дебютировал за столичный «Уракан». Выступал за этот клуб в течение 6 сезонов и стал настоящим лидером и легендой команды. Был бойцом на поле, умело организовывал атаки. В 1943 году Джудиче, действовавший на позиции центрального полузащитника, провёл даже один матч за сборную Аргентины.
В 1945—1946 гг. выступал за сильнейшую команду Аргентины тех времён, легендарную «Ла-Макину» «Ривер Плейт». Затем три сезона играл за «Платенсе», после чего и Джудиче не избежала участь многих других аргентинских игроков, уехавших после забастовки в чемпионат Колумбии. Мануэль отправился в «Депортиво Кали», где и завершил карьеру игрока.
В наибольшей степени прославился в качестве главного тренера, в особенности в качестве наставника «Индепендьенте» и «Велес Сарсфилда» в 1960-е гг.
В 1963 году возглавил «Индепендьенте» и выиграл с этим клубом чемпионат Аргентины. На следующий год «Красные дьяволы» выступили в Кубке Либертадорес. Команда играла в прагматичный и даже в какой-то мере оборонительный футбол, схожий с тем, который в Европе прославила команда «Интернационале», руководимая аргентинцем Эленио Эррерой. По иронии судьбы, в 1964 и 1965 годах и «Инде» в Южной Америке и «Интер» в Европе выигрывали главный континентальный трофей. И оба раза в матчах за Межконтинентальный кубок сильнее оказывалась европейская команда. Вот только если «Интер» вплоть до 2010 года не мог повторить тот успех, то «Индепендьенете» в 1970-е и 1980-е гг. ещё 5 раз становился победителем Кубка Либертадорес и дважды брал Межконтинентальный кубок. Самого Джудиче на посту главного тренера клуба из Авельянеды в 1967 году сменил бразилец Освалдо Брандао.
В 1968 году Джудиче вошёл в историю столичного «Велес Сарсфилда», приведя этот клуб к первому в его истории чемпионству в Аргентине. Тогда «Велес» выиграл первый в истории розыгрыш турнира Насьональ (долгое время в Аргентине выявлялись по два чемпиона за год — в турнирах Метрополитано и Насьональ).

## Награды

### Как игрок
- Чемпион Аргентины: 1945

### Как тренер
- Чемпион Аргентины (2): 1963, 1968 (Насьональ)
- Кубок Либертадорес (2): 1964, 1965